# 東振新
東振新，是臺灣屏東縣高樹鄉的一個傳統地域名稱，位於該鄉西北部。相較於今日行政區，其範圍大致包括東振村不含西南部邊界地帶中段、東興村西北大半部、大埔村不含北端、菜寮村南部、司馬村西南端。

## 歷史
台灣日治初期，東振新地區為一街庄，稱為「東振新庄」，隸屬於港西上里。該庄西北隔荖濃溪與吉洋庄為界，東北與舊藔庄為鄰，東南邊為高樹下庄，西南邊為埔羗崙庄、土庫庄。
1901年（日治明治34年）11月，全台設置二十廳，該庄隸屬於阿緱廳。1909年（明治42年）10月，合併二十廳為十二廳，該庄仍隸屬於阿緱廳。1920年（大正9年），廢十二廳改設五州二廳，該庄改制為「東振新」大字，隸屬於高雄州屏東郡高樹庄。1933年（昭和8年）12月，屏東街升格為州轄屏東市。
戰後高樹庄改制為高樹鄉，隸屬於高雄縣，大字亦改制為村。1950年10月，高、屏分治，高樹鄉改隸屬於屏東縣。

## 聚落
本地區發展較早的聚落有東振新、大埔、大庄、大埔中、大埔舊、龍眼腳、福田、新庄仔、水流等，在日治期初期的官方地圖上已有記載。

## 交通
- 省道台27線
- 縣道181號

## 古墓
- 高樹忠勇公墓